# Stevnsbær
Die Stevnsbær (auch Løvskal oder Heeringbær) ist eine dänische Landsorte der Sauerkirsche (Prunus cerasus), die sich durch sehr kleine, sehr saure und stark färbende Früchte auszeichnet. Aus dieser genetisch diverseren Sorte wurden auch einzelne benannte Hochleistungsklone ausgelesen, zum Beispiel „Viki“ und „Birgitte“.
Die Sorte dominiert den Sauerkirschanbau in Dänemark, wo die Früchte zu Saft, Marmelade und Wein verarbeitet werden. Die Früchte lösen sich leicht vom Stiel und können somit gut durch maschinelles Abschütteln geerntet werden, was aber leicht die Stämme beschädigen kann.
Toleranz gegenüber Krankheiten und unterschiedlichen Böden macht die Kultur pflegeleicht, mit mittlerer Pseudomonas-Resistenz und hoher Monilia-Resistenz. Mit etwas stickstoffreicheren Böden sind die Bäume beinahe so ertragreich wie die höchst produktiven Schattenmorellen.
Die (mittel-)starkwüchsigen Bäume entwickeln eine pyramidale Kronenform. Ältere Exemplare entwickeln lange, hängende Triebe. Sie sind selbstfruchtbar und blühen früh im Jahr. Die Früchte reifen sehr spät (siebte Kirschwoche) intensiv dunkelrot aus und haben eine eher geringe Platzneigung. Sie sind sehr klein und haben damit auch einen relativ hohen Steinanteil. Die Form ist flachrund. Das dunkle Fleisch ist mittelfest und gut steinlösend mit arttypischem Aroma. Die Gehalte an Säure und Anthocyanen sind auffallend hoch.
Die Sorte wird seit Jahrhunderten unter örtlich verschiedenen Namen angebaut. Nach einer Sammlung von Lokalsorten, von denen dann viele als identisch bewertet wurden, erfolgte erst 1976 die Benennung mit einem gemeinsamen Namen und die erste offizielle kirschpomologische Beschreibung. Die Namensgebung stützte sich möglicherweise auf den ältesten dokumentierten Ortsbezug zu Stevns, der mit einem dort ansässigen großen Produktionsunternehmen zusammenhängen dürfte, auf das auch die alternative Bezeichnung Heeringbær verweist.